# سیدآباد اکراد
سیدآباد اکراد، روستایی است از توابع بخش هلالی و در شهرستان جغتای استان خراسان رضوی ایران.

## جمعیت
این روستا در دهستان میان‌جوین قرار داشته و بر اساس سرشماری سال ۱۳۸۵ جمعیت آن ۳۷۳ نفر (۸۰ خانوار)
بوده است.